# Iran Air Tours
 (avril 2022).
Pour les articles homonymes, voir IRB.
Iran Air Tours est une compagnie aérienne basée à Téhéran, Iran. Elle appartient à l'État iranien et exploite des vols réguliers en Iran.

## Histoire

### Création
Iran Airtour a été créé en 1973 par Iran Air, la compagnie aérienne de la République islamique d’Iran (HOMA).
Le but était de répondre aux nécessités suscitées par le développement de l’industrie du transport aérien.

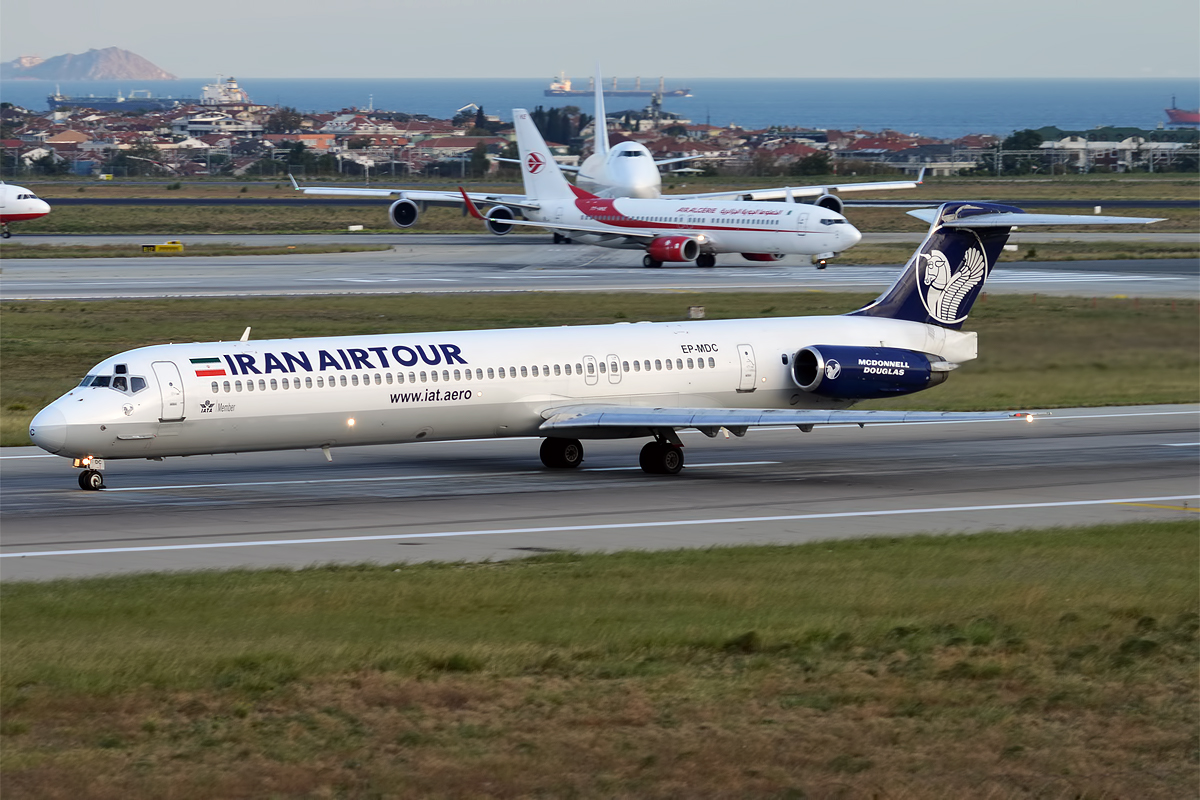
McDonnell Douglas MD-82

## Flotte

### Flotte actuelle
La compagnie exploite les avions suivants en décembre 2020 : 

### Ancienne flotte
| - Ancien Tupolev Tu-154M d'Iran Air Tours - Ancien Airbus A300 |

- Airbus A300B4
- Boeing 737-300
- Boeing 737-500

- Tupolev Tu-154M

## Destinations
voici ses destination international
Téhéran Istanbul;
Téhéran Batoul
Téhéran  Tbilissi 
Téhéran Bodrum
Téhéran Izmir 
Téhéran 
Tabriz Istanbul
Mashhad Baghdad 
Mashhad Istanbul
Vol national :
Téhéran Tabriz
Téhéran Mashhad
Téhéran Bandar Abbas
Tabriz kish
Mashadd kish 
Abadan mashadd
Karman Tabriz

## Accidents et incidents
- Le 8 février 1993, collision en vol près de Téhéran. Un vol non-programmé de Iran Air Tours, effectué avec un Tupolev Tu-154, au départ de l'aéroport international Mehrabad, et à destination de l'aéroport international de Mashad, est victime d'une collision en vol avec un Soukhoï Su-22. Le Soukhoï appartenant à la Force aérienne iranienne était en approche de l'aéroport international Mehrabad. Les douze membres d'équipage et la totalité des 119 passagers furent tués, ainsi que les deux pilotes de l'avion de chasse.
- Le 12 février 2002, le vol 956 Iran Air Tours, assuré par un Tupolev Tu-154, au départ de l'aéroport international Mehrabad, et à destination de l'aéroport de Khorramabad (en), heurte les montagnes de Sefid Kooh (en) à proximité de Khorramabad. Les conditions météorologiques étaient mauvaises au moment du crash. 119 morts.
- Le 1er septembre 2006, le vol 945 Iran Air Tours, assuré par un Tupolev Tu-154, au départ de l'aéroport international de Bandar Abbas, et à destination de l'aéroport international de Mashhad, est sorti de piste puis a pris feu lors de son atterrissage. 28 morts sur les 148 occupants.